# Samir Hanna
Pour les articles homonymes, voir Hanna.
Samir Hanna (en arabe سمير حنا, en syriaque ܘܕܝܥ ܐܠܨܦܝ), né le 1er novembre 1947 à Jezzine, au Liban, et mort le 5 octobre 2020 à Mansourieh), et musicien libanais.

## Biographie
Il était un des derniers artistes de la scène libanaise qui avait du panache et une voix de stentor pour des rythmes endiablés et des ritournelles faciles et captivantes. Moustache frémissante, silhouette svelte, veste toujours bien taillée, il incarnait le crooner à la manière des opérettes locales. Une longue collaboration l’unissait aux compositeurs Élias et Ghassan Rahbani. Il s’en est allé à l’âge de 74 ans, après avoir chevauché l’âge d’or de Beyrouth, ainsi que les horreurs et les souffrances de la guerre civile tout en sombrant dans les temps délétères et de plomb de notre époque noire aux multiples faillites et à l’effondrement généralisé…
Né en 1946 à Karha, près de Jezzine, tout en étant attiré par la lumière et le clinquant des feux de la rampe et l’appel des micros comme un chant de sirène, il n’en a pas gardé moins la fraîcheur et l’authenticité des localités rurales loin des dissonances des villes. Son accent savoureux, sa voix grave et ample, son allure de campagnard élégant, tout atteste de son tempérament profondément rural et attaché à un monde sans sophistication. Mais avec cela, il a eu à son actif plus d’une centaine de chansons (dont Kent behebek, Mine dallik, Maalech, La trouhi, el-Layl ya wayli) qui ont fait le buzz et qui ont sculpté sa carrière de chanteur de charme à l’orientale. Aussi bien du côté du public qui le sympathisait et le plébiscitait que de la presse au ton toujours bienveillant avec lui. Pour cette voix joyeuse, allègre, légère, d’une contagieuse bonne humeur sans lamento inutile avec des trémolos rien que pour des élans festifs…
Ses chansons avaient un large registre qui s’étendait de la vibrante corde patriotique aux petites saynètes sociales amusantes, en passant par les historiettes sentimentales et les bobos du cœur. Et cette voix qui jouait de son amplitude, de ses modulations, de ses reflets changeants, des sémillants fortissimos maîtrisés.

## Exil au Brésil
La carrière de Samir Hanna était également ponctuée par les remous et les secousses meurtrières de l’instabilité sociale et sécuritaire libanaise. S’il fut un ardent défenseur de la chanson libanaise, simple et souvent près du cœur dans les années 1960 où l’espoir de vivre primait encore, les luttes fratricides après 1975 l’ont obligé à s’exiler pour une bonne période au Brésil. Il a porté haut le drapeau du pays du Cèdre à l’étranger, et notamment en Amérique latine, à travers ses nombreuses et triomphales tournées parmi la diaspora libanaise qui l’a accueilli à bras ouverts… Car ses tours de chant, teintés d’un ardent et farouche patriotisme (jamais entaché de doute ou de mélancolie), toujours pétillants, pétaradants, soulevaient l’enthousiasme des audiences. Un feu d’artifice entre sa voix (tonnante et retentissante avec ou sans micro !), les paroles douces et fleuries dans un arabe bien scandé, et surtout la joie sautillante du tambour et du tambourin, âme des villages libanais avec lebbadé, tarbouche et moustaches bien fournies, roulées en taille-crayon ou guidon…
Croyant sans doute à une accalmie, il est retourné au pays natal pour épouser Hala Aoun, Miss Liban, dont il n’a pas tardé pas à s’en séparer après avoir eu d’elle un enfant…Le public garde un chaleureux souvenir de cet artiste flamboyant et exubérant, ainsi que de ses chansons pétant la vie et respirant un bouillonnant sens de la découverte du parcours humain. À l’opposé d’une déroutante réalité du pays du Cèdre plombé. Un pays plongé actuellement dans le noir (au sens propre et figuré), en pleins tourmente, débandade et effondrement. Ghassan Rahbani, qui fut parolier et compositeur (ainsi que son père Élias Rahbani) de plusieurs tubes du chanteur, témoigne : « Samir Hanna avait un cœur en or, dit-il, il était transparent, tendre et authentique. Il ne se prenait pas au sérieux, mais prenait son travail au sérieux. » Si la mission de l’artiste est d’être au plus près de la réalité et de la refléter, son devoir et sa mission sont aussi de faire rêver et de donner du rêve. Sans compter. C’est ce qu’a fait, à profusion, Samir Hanna.